# Umhlanga
Umhlanga este un oraș din provincia KwaZulu-Natal, Africa de Sud.

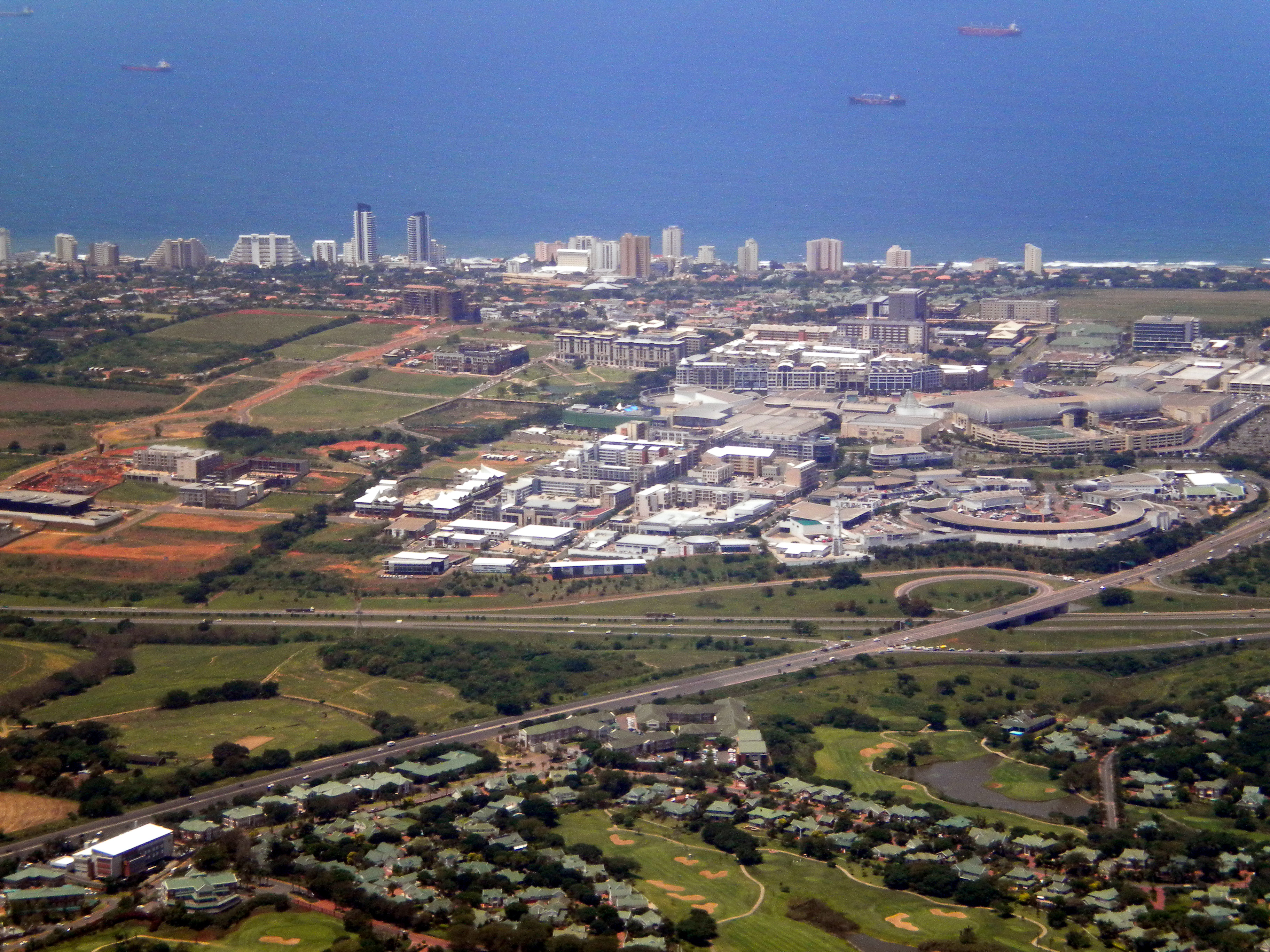
Umhlanga Ridge (prim-plan) si Umhlanga Rocks (în Oceanul Indian)

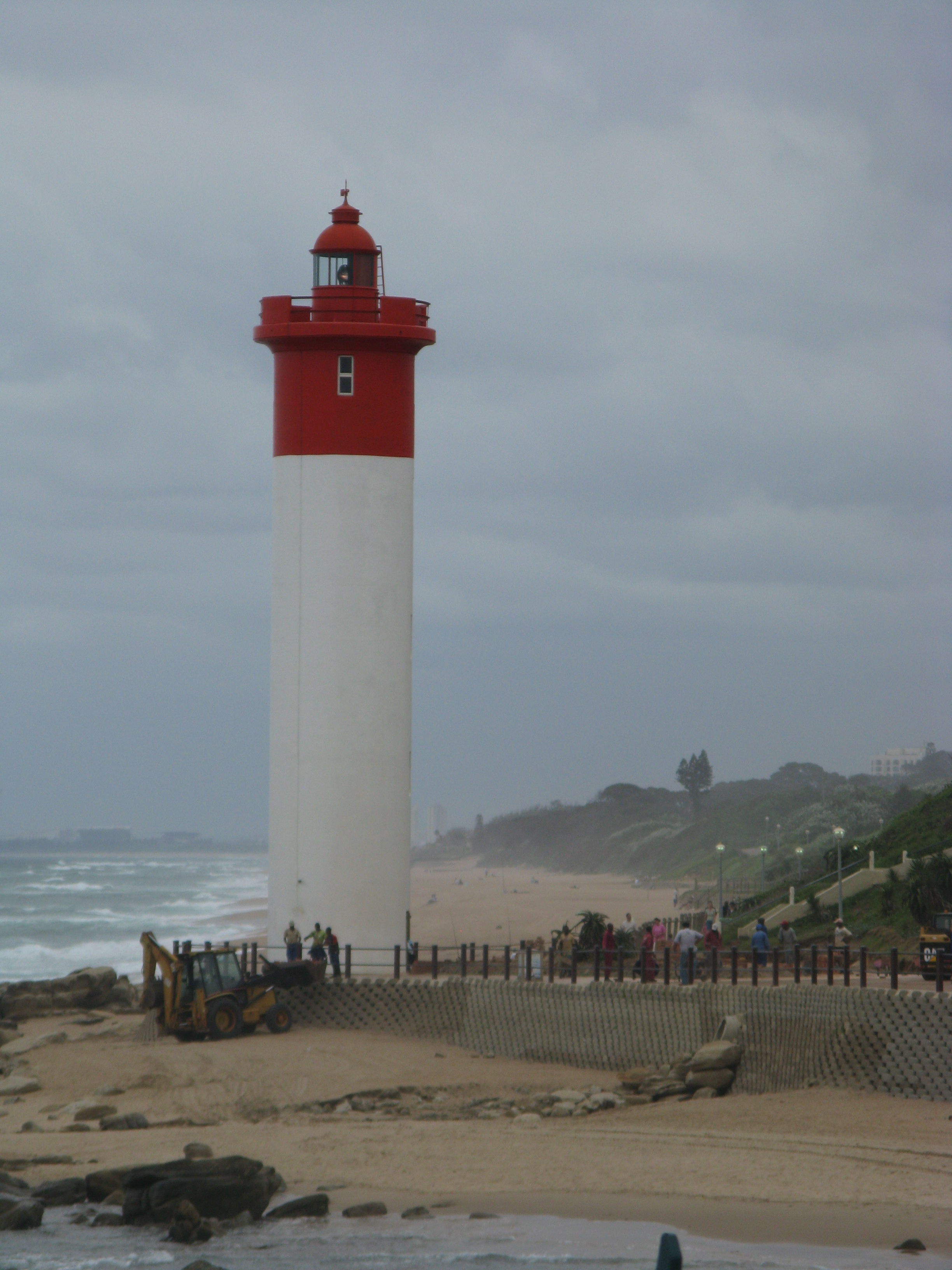
Farul de la Umhlanga Rocks